# Miedziana Góra (gmina)
Miedziana Góra (do 1954 gmina Niewachlów) – gmina wiejska w województwie świętokrzyskim, w powiecie kieleckim. Jest jedną z gmin aglomeracji kieleckiej.
W latach 1975–1998 gmina położona była w województwie kieleckim.
Siedziba gminy to Miedziana Góra.
Według danych z 31 grudnia 2010 gminę zamieszkiwało 10 511 osób.

## Położenie
Gmina Miedziana Góra jest częścią aglomeracji kieleckiej. 
Na terenie gminy znajduje się Tor Wyścigowy "Kielce", na którym odbywa się większość najważniejszych, regionalnych imprez sportów motorowych i samochodowych.
W gminie Miedziana Góra znajduje się także stacja narciarska "Tumlin Podgród", która jest największym tego typu obiektem na terenie Gór Świętokrzyskich.

## Struktura powierzchni
Według danych z roku 2002 gmina Miedziana Góra ma obszar 70,84 km², w tym:
- użytki rolne: 47%
- użytki leśne: 44%

Gmina stanowi 3,15% powierzchni powiatu.

## Demografia

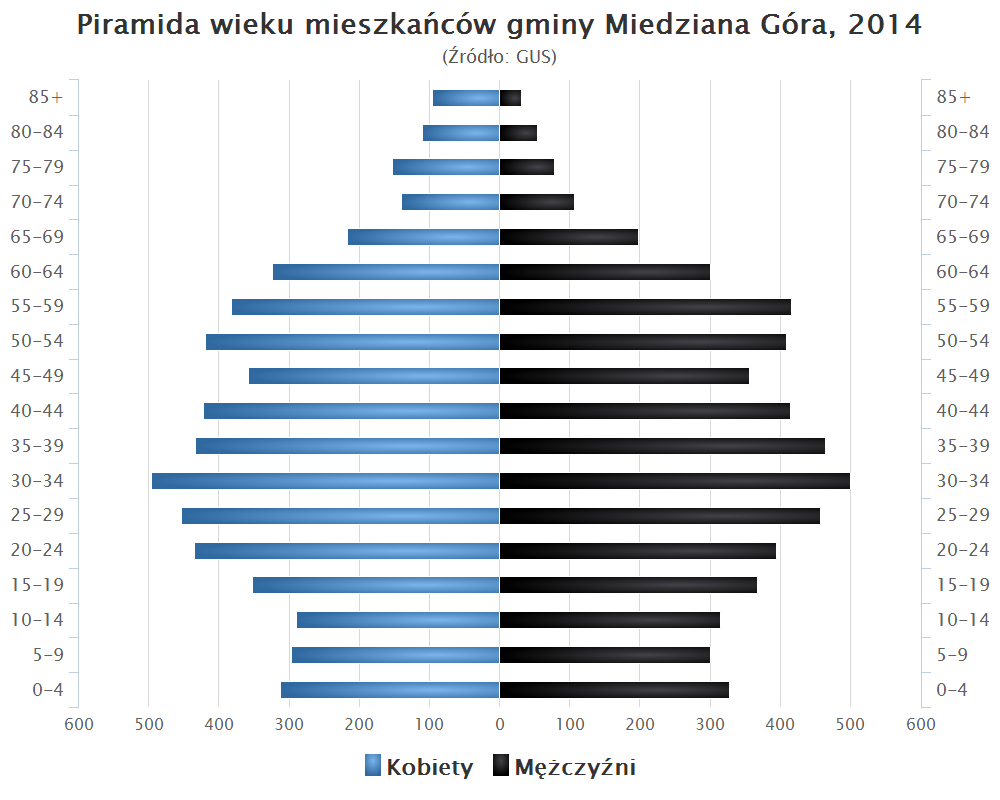
Piramida wieku mieszkańców gminy Miedziana Góra w 2014 roku

Dane z 30 czerwca 2007:
| Opis                              | Ogółem | Ogółem | Kobiety | Kobiety | Mężczyźni | Mężczyźni |
| --------------------------------- | ------ | ------ | ------- | ------- | --------- | --------- |
| jednostka                         | osób   | %      | osób    | %       | osób      | %         |
| populacja                         | 10090  | 100    | 5196    | 51,5    | 4894      | 48,5      |
| gęstość zaludnienia (mieszk./km²) | 142,4  | 142,4  | 81,8    | 81,8    | 69,1      | 69,1      |

## Komunikacja
Drogowa
Na granicy gminy znajduje się ważny węzeł komunikacyjny. Przez gminę Miedziana Góra przebiegają drogi krajowe i wojewódzkie mające strategiczne znaczenie dla regionu świętokrzyskiego:
- 7 S7 – Gdańsk – Warszawa – Radom – Kielce – Kraków – Chyżne
- 74 S74– Sulejów – Kielce – Opatów – Szczebrzeszyn – Zamość – granica polsko-ukraińska (przejście graniczne w Zosinie)
- 748 – Kostomłoty Drugie – Strawczyn – Ruda Strawczyńska
- 750 – Ćmińsk – Zagnańsk

Kolejowa
Przez północno-wschodnią część gminy przebiega linia kolejowa łącząca Kielce ze Skarżyskiem-Kamienną i Warszawą. W granicach administracyjnych miejscowości znajduje się przystanek PKP Kostomłoty.
Komunikacja miejska
Transport publiczny na terenie gminy Miedziana Góra obsługiwany jest przez Miejskie Przedsiębiorstwo Komunikacji (MPK) Sp. z o.o. w Kielcach
Na terenie gminy znajduje się ok. 40 przystanków MPK. Gmina Miedziana Góra obsługiwana jest przez dwie linie, nr 9 i nr 32.
Ponadto gmina jest obsługiwana przez autobusy Świętokrzyskiego Zrzeszenia Transportu Prywatnego.

## Sport
Kluby piłkarskie
GLKS Wicher Miedziana Góra
- w sezonie 2024/2025 – klasa okręgowa, gr. świętokrzyska (VI poziom ligowy)
- największy sukces: sezony 2003/2004 i 2004/2005 – IV liga świętokrzyska (IV poziom ligowy)

GKS Gród Ćmińsk
- w sezonie 2024/2025 – klasa A, gr. Kielce I (VII poziom ligowy)

## Edukacja
Na terenie gminy Miedziana Góra funkcjonują trzy szkoły podstawowe i dwa gimnazja.
Zespół Szkół w Ćmińsku
- Szkoła Podstawowa w Ćmińsku
- Gimnazjum im. Polskich Noblistów w Ćmińsku

Zespół Szkół w Kostomłotach
- Szkoła Podstawowa im. 4 pułku Piechoty Legionów Armii Krajowej w Kostomłotach
- Gimnazjum im. Karola Wojtyły – Papieża Polaka w Kostomłotach

Szkoła Podstawowa w Porzeczu

## Sołectwa
Bobrza, Ciosowa, Ćmińsk Kościelny, Ćmińsk Rządowy, Kostomłoty Pierwsze, Kostomłoty Drugie, Miedziana Góra, Porzecze, Przyjmo, Tumlin-Wykień.
Miejscowością podstawową bez statusu sołectwa jest Tumlin-Podgród.

## Sąsiednie gminy
Kielce, Masłów, Mniów, Piekoszów, Strawczyn, Zagnańsk